# Mazda 626
El Mazda 626 es un automóvil que fue manufacturado por la compañía japonesa Mazda para el mercado de exportación, basado en el coche fabricado localmente y denominado Mazda Capella. El 626 reemplazó al Mazda 616/618 Capella y a las variantes deportivas del Mazda RX-2. En el exterior se lanzó en el año 1979 y se mantuvo en ventas hasta el año 2002, cuando el nuevo Mazda 6/Atenza fue designado como su reemplazo en las líneas de la familia de modelos de Mazda. Más de 4 millones de unidades de los modelos 626, Ford Telstar se vendieron alrededor del mundo durante su producción.
El 626 se ofertó a su vez en otros mercados como el Ford Telstar en el resto de Asia, Australia y Sudáfrica, pero en los anteriores países se reemplazó por el Ford Mondeo en su versión europea. Cuando fue lanzado en Europa se inscribió en la categoría de Vehículos familiares de alta gama, en Norteamérica las primeras dos generaciones del 626 fueron coches de clase compacta, y la tercera, cuarta y quinta se clasificaron como coches de tamaño medio.

## Historia
El modelo del año 1970 el Mazda 616 y el modelo del año 1972 del Mazda 618 tuvieron un éxito relativo en el mercado de los Estados Unidos y Norteamérica en general, separando su lanzamiento tan solo un año entre estos modelos. Para 1980, el consumidor norteamericano ya había asumido la gran calidad y bajo costo de mantenimiento y de combustible de los vehículos japoneses en general; por lo que los directivos de Ford importaron coches compactos con motores a pistón de la Mazda, y el 626 se consolidó como la estrella de ventas de la marca en el campo de coches compactos y subcompactos en Norteamérica.

## Variantes

### 1970-1974
En mayo de 1970 apareció el Mazda 626/Capella en el mercado japonés. Inicialmente, el 323/Familia era el top modell de la firma; pero con su llegada se enfoca a los mercados de clientes más exigentes y deseosos del desempeño de un auto de lujo en una berlina familiar. Su primer impulsor fue un motor de la referencia interna de Mazda conocido como el 12A; un motor rotativo con un cilindraje de 1600 c.c. y con equipos de gama media alta en el habitáculo. Otras opciones de motorización alternativa fueron instaladas en los demás modelos ofrecidos de serie. El motor 12A era un motor rotativo desarrollado exclusivamente para el deportivo de la serie, el Capella Rotary, la otra motorización, dada por el bloque 10A, era básicamente un motor del mismo tipo, cada uno de éstos se extendía en el habitáculo del motor longitudinalmente sobre el eje de dirección.
El volumen de desplazamiento por cuerpo basculante en el motor era de 573 c.c. de un solo compartimiento, lo que resulta en el aumento de la eficiencia de la combustión, para ello contaba con conjuntos de filtro y carburadores Hanikamupoto y ello daba buenos resultados con las características mejoradas en el par motor. La salida motriz era al menos de 20ps/6500rpm (bruto), 16,0 kgm / 3500 fpm par máximo (bruto), con un límite de velocidad estimado por lo marcado en el tacómetro de unos 190 kilómetros/hora (vehículo MT), y promediando; se llegó a considerar como uno de los más rápidos automóviles japoneses de la época. La ventaja de la potencia del motor era tan alta que incluso fue visto como coche de competición. En aquellos días los orgullosos Nissan Skyline GT-R fueron confrontados primero por el Mazda Sabana, una versión altamente modificada del 323 con motor rotativo que no pudo enfrentarse al anterior, por lo que los competidores tuvieron que aguardar por la llegada de un coche más potente.
Con la llegada del 626 a las pistas de competición, se hizo patente que el dominio de los Skyline estaba ya en entredicho, gracias a los motores rotativos empotrados en el Mazda 626.

### Especificaciones técnicas
- aceleración (cuarto de milla) → 0/100 (SS 1.4 millas) = 15,7 seg (modelo MT) lo que resultó en una aceleración abrumadora, lo que en el común de los corredores llegó incluso a ser considerado como más de lo que proporcionaba un Porsche 911 de serie.
- Los neumáticos de 13 pulgadas, añadían algo para un bajo centro de gravedad.
- Su interior, en cuanto a tamaño; era comparable al de la clase Toyota Camry Mark II.
- En octubre de 1971, debutó el Mazda RX-2/Savannah, un 626 con cambios menores.  Con el fin de diferenciar entre este y la nueva serie G se emplea un conjunto de luces de 4 lámparas. El coche estaba equipado con un motor rotativo y tenía una caja automática de 4 marchas. Es la primera aparición del diseño de cajas de cambios de Mazda denominadas RE-Matic. Las características de acuerdo al motor en la variante rotativa, para su aceleración eran de 0/100 = 17,5 segundos.

### Efemérides del modelo
- En octubre de 1970, se agrega al paquete de opciones un motor de 1500 c.c., como un motor alternativo para clientes de promedio.
- Entre 1971 a 1973, su año de apogeo antes del retiro, incluyendo Capellas y Savannah, se vendieron un total de 338.906 unidades en 1971, en 1972 unas 774.805 unidades; y en 1973 fue de 496.205 el total de unidades vendidas del Mazda 626/Capella Mark 1.

#### 1974-1978
El segundo Mazda 626 apareció en la mayoría de mercados en 1979. Motorizado en la parte delantera, con Tracción trasera y de carrocería compacta, se le hicieron ligeros cambios frente a la versión comercializada en Japón del Mazda Capella, que estaba a su vez equipado con un motor de 2,0 litros que lograba unos 80 HP, y del tipo SOHC, esta configuración era la tracidional de los motores F/MA, en los que los distinguían, porque en los vehículos en que era dispuesto se hallaba un asiento abatible ante la falta de portezuelas para los demás pasajeros dada la longitud del mismo.
La versión coupé y sedán eran mecánicamente iguales, contando con ejes delanteros de suspensión tipo MacPherson y un bastidor de eje sólido tipo tijera conectados a amortiguadores y ejes de resorte, ambos con cajas de marchas de cinco velocidades y manual o de tres velocidades y automática, con su respectiva transmisión y tracción de impulsores para dar así fuerza a las cuatro ruedas.

#### 1978-1982 (variante taxi de 1986)
En octubre de 1978, los modelos de grandes reconocimientos como el Mazda Familia, Mazda LUCE, y el Savanna RX-7 se rediseñaron junto a la línea 626/Capella de tercera generación. Su primera aparición se dio a los ocho años y cinco meses desde que la segunda generación Capella AP apareciera. Desde el coche con motor rotativo de tercera generación con el que apareció, se ha relanzado con un conjunto impulsor alternativo de un motor de modelo longitudinal, al establecerse el renacer de la línea, que antes derivaba de un coche de altas prestaciones e incluso usado como auto de competición; a una línea de coches familiares, que también serviría como el sucesor del modelo 323/Familia en la variante Sedán y berlina familiar, que ya eran poco atractivas en el mercado de coches de desempeño y acabados de media gama en el mercado local de Japón.
El tipo de carrocería, junto con el turismo tradicional de cuatro puertas y el coupé, no cambiaría y/o aparecería desde su predecesor del estilo de dos puertas sino hasta 1992, y para cambiar el estilo Furontodoasasshuresu y con un pilar del tipo B menos rígido se tuvo que esperar al menos 10 años. En marzo de 1979, sale al mercado un modelo con una motorización de 2000 cc; (un motor tipo MA-110 de 110 cv); y un coche con motor de 1800 cc para los taxis impulsados con GLP adicionalmente. En septiembre de 1980, cambios significativos en el frente eran hechos y fueron menores frente a los que se reclamaban en el mercado de Estados Unidos, y esta línea mantiene la continuidad de la superficie de la parrilla y la adopción de un distintivo diferente en una técnica de diseño Surantonozudezain como uno de los cambios menores más significativos. La cuarta generación más tarde en el año 1982 (sistema GC) también llegó, se vería una versión sedán de 4 puertas con motor 1800 LPG, esta versión llenó el pliego de condiciones para su uso en la modalidad de taxi y muchas de las empresas locales de Japón dieron su apoyo para la mejora en las especificaciones mecánicas para que su conducción fuera de este modo un modelo de manejo y hábitos económicos. En 1985 se continuó la producción y ventas de esta versión. La imagen del Capella de tercera generación se enmarca ahora en la introducción de mejoras acordes al formato de normas SAE para su introducción al mercado norteamericano. Los cambios más significativos fueron la introducción de los faros redondeados en vez de las lámparas con decoración plástica y cuadrada, para que se adaptaran a los estándares de la norma SAE, pero en el modelo japonés estaban enmarcados para las especificaciones locales de las industrias automotoras japonesas, basadas en un conjunto de luces de remates acajonados atípico y de último modelo, que hacían al Capella algo atípico y no correspondiente a la normativa automotriz vigente en EEUU. Las especificaciones de exportación exigieron el cambio en el diseño o la instalación del conjunto de luces dispuestas originalmente por diseños rectangulares en los dos conjuntos del Mazda 626, lo que se hizo antes de septiembre de 1980 con cambios muy mínimos en el aspecto mecánico. Se lanza al mercado de EE. UU. en 1985/86 como un vehículo de bajo precio y de desempeño promedio. Dos motores de 1800 cc y 1600 cc del motor fueron lanzados originalmente en estas dos variantes para este mercado.

#### 1982-1985
Para 1982 en la variante FF se hicieron modificaciones muy substanciales, como cambiar el sistema de transmisión y otros retoques de su carrocería. En las versiones 1600, 1800 y 2000 el motor es uno de un nuevo desarrollo con sistemas EGI; y se le dio el nombre de Magnum.
Puesto que el cuerpo se convirtió en la primera opción comercializada necesitaba ser algo accesible para el consumidor enfocado en vehículos de tipo familiar, se hizo esto con una variante de tipo sedán de cuatro puertas, se agregaría luego otra versión coupé de dos puertas y posteriormente se añade otra después que sería una de cuerpo hatchback, con cinco puertas y con tres tipos de cambios estilísticos menores. Además, en la marca Ford se oferta el mismo modelo con el nombre Ford Telstar, que de origen era de la marca Mazda, como parte de lo tratado en el arreglo de compra del paquete accionario y lo convierte en el primer coche de esta generación que usaría por primera vez partes o la totalidad del vehículo para su comercialización bajo la marca norteamericana.
En septiembre de 1983, los automóviles comercializados serían los modelos sedán 1800LPG (2000cc); y vehículos con motores diésel (variantes del tipo taxi, vehículo de instrucción únicamente). En octubre de 1983, un modelo 2000EGI se añade a la línea de modelos de coches turbo, con un turbocompresor de 145 psi y con los cuatro faros (traseros y delanteros) cuadrados, para aumentar el grado de diferenciación de éste a otros modelos circulantes similares. En mayo de 1985, un cambio menor se ve en el mercado con una variante hatchback de 5 puertas, la que se lanzó a su vez como Ford Telstar. Ésta es la cuarta generación que usa el sistema GC. Desde 1982 hasta 1983 ha sido galardonada en el Japón como el coche del año. Además, la firma surcoreana Kia iniciaría sus operaciones para vehículos familiares con este chasis, llamándolo Kia Concord y que se produjo localmente de 1987 a 1995.

#### 1985-1989
Los 626 se actualizaron en el año 1988, con la nueva plataforma GD, que también es usada en los últimos años del Mazda Capella. Estaba disponible en las versiones sedán, Station Wagon (SW) y hatchback de 3 y 5 puertas, mientras que la variate coupé pasó a llamarse MX-6 en el mercado anglosajón y norteamericano. La variante MX-6 fue construida en la localidad de Flat Rocks junto a su igual mecánico, el Ford Probe en la planta de AutoAlliance Internacional, mientras que el 626 todavía era un auto que era de origen íntegramente japonés. La respuesta de los consumidores fue muy fuerte y en la Revista Car & Driver nombraría al 626 y MX-6 como uno de los diez mejores coches en su lista del año 1988.
Los motores en todas las líneas eran modelos nuevos, aunque todavía hacían hincapié en el par motor en lugar de la potencia motriz. El modelo base que se utilizaba era un bloque que entregaba al Mazda 626/Capella 110 caballos de fuerza 2.2 L con 3 válvulas por pistón en la configuración SOHC y otro con un motor Mazda F2 que tan solo producía la versión anterior con 68 CV, frente a la nueva máquina que otorgaba con el nuevoTurbo hasta 145 CV. Las versiones europeas utilizaban motores de 1.6, 1.8, 2.0 y 2.2 (sin turbo). Y en el modelo GT había un motor de 2.0 litros, de configuración DOHC FE-que producía unos 148 CV (sin medir) o 140 CV (medidos).
La tracción en las cuatro ruedas fue insertada en el modelo 626 Turbo de 1988 (con unas críticas muy variadas) y esta mejora muy poco apreciada fue trasladada al modelo MX-6 Turbo un año después. Después en Japón, este sistema de Mazda se hizo de control electrónico y se consideró como más complejo que el sistema 4WS introducido por Honda o Subaru en el modelo de 1988, el Honda Prelude, y estos dos fueron los primeros vehículos con tracción integral disponibles para el mercado norte y suramericano. Este sistema estuvo disponible en los mercados japoneses durante algún tiempo después. Llegó en tres carrocerías: Sedán, Berlina y Station Wagon (SW familiar). El vagón de la Station Wagon también era ofrecido como una variante de 7 plazas. En todos los modelos también había una opción ABS. El posterior facelift contaba ya con un nuevo sistema de un airbag para el conductor.
La línea 626/Capella tuvo un notable cambio externo en 1990, y para entonces ya disponía de sistemas de prevención de riesgos en accidentes, como unos cinturones de seguridad retráctiles; esto para poder ser comercializado en el mercado de EE. UU. Los 626 hatchback desaparecieron después de 1991 de la gama de modelos Mazda en EE. UU. La versión Station Wagon (Familiar de 7 plazas) se vio en el mercado hasta el 94, mientras que en Suramérica no se retira sino hasta bien entrado el año 2000 y solo en vehículos importados desde Japón, ya que la planta local nunca produjo esta variante en sus instalaciones.
En el Reino Unido, los niveles de equipamiento del LX comprendían versiones armadas con motores de 1.8 litros; en el GLX de 1.8 o 2.0; y en la versión turbo GT  eran de 2.0 o 2.2 litros. Hubo también un modelo Station Wagon, motorizado con los impulsores de 2.0; de inyección con 8 válvulas, de 12 válvulas o el motor de 16 válvulas, que sería hasta su salida del mercado el tope de la gama.

#### 1989-1992 (Asahi)
Este modelo sería la variante deportiva y tuvo 2 opciones de motorización ambas usaban carburador de doble garganta.
el motor 1800cc 8 válvulas se usó en las versiones más económicas. Su hermano más grande, el 2 litros venia equipado con culata 8 válvulas de impulsores mecánicos ajustables para la versión L.
Para la versión GLX el mismo motor bloque FE venia equipado con culata 12 válvulas de impulsores hidráulicos esta versión además contaba con un carburador más moderno casi idéntico al usado en la versión 8 válvulas a excepción de algunas mejoras electrónicas ; aparte, contaba con retoques en los accesorios de serie, como unos odómetros digitales, luces adicionales de aviso, junto a un alerón que le daba cierto toque deportivo.
Su producción tan solo se dio en dos plantas: en las de Japón y las de Colombia, mercados en donde tuvo y aún tiene gran acogida como un coche de competición, muy fácil de modificar; y con un par motor que hasta la fecha le inscribe como un vehículo de gran desempeño.

#### 1992-1996 (Matsuri/Kronos)
En 1994, el modelo prototipo Kronos es revelado y se inicia la producción del sedán, pero ésta se detuvo para introducir nuevos modelos, que eran solicitados ya anteriormente ante la amplia demanda del mercado y debido a algunas complicaciones legales, la producción y entrega de los modelos basados en el prototipo Kronos se detiene temporalmente. Ante esto la fábrica nipona se ve obligada a iniciar la integración de las mejoras hechas en el vehículo y la sustitución de los vehículos ya en circulación lo antes posible, ante las crecientes posibilidades de fallos graves que degenerarían en accidentes fatales. La plataforma GE, basada en la mecánica del prototipo Kronos y que compartiera algunos elementos del prototipo Eunos 500, derivó en mejoras a la suspensión de la serie CG; que revivió la plataforma de este reputado sedán. La parte frontal afilada tanto en el hatchback como el Sedán, eran una característica única del diseño Surantonozu que identificaría tanto al Capella anterior como al actual. Su valor en el concesionario, comparado con los anteriores modelos de la serie Capella y junto a la calidad de estos últimos, hacían que su precio en el mercado fuera ridículamente barato comparado con las variantes anteriores; y esto se debió a las duras críticas de sus compradores en cuanto a su nivel de acabados y de calidad mecánica frente a sus directos competidores, que le valdrían el regreso a las dimensiones de cinco puertas (hatchback), y dadas las grandes cantidades exportadas hicieron que el margen de coches comercializados se considerara un éxito; a pesar de que en el precio de los vehículos era aún alto, el producto disfrutó de un éxito relativamente razonable.
Ya avanzado el tiempo, se cambió el nombre del coche, aparte de la introducción de un nuevo modelo de carga significativamente mejorado con respecto al anterior, de la misma especificación (Capella Station Wagon); inicialmente, 10 000 unidades se vendieron en enero de 1994. En el mes de junio de este año se presentaría un coche de segunda generación totalmente hecho en Japón y exportado con gran éxito, sobre todo en el mercado surasiático y Hong Kong, solo que se vendía sin el nuevo cambio de su diseño.

#### 1996-1999
En 1997 una nueva cirugía a la cara se hizo con el fin de hacerlo acorde a las tendencias del diseño automovilístico de la época, esta primera variante vería la luz el 8 de marzo. Precedida por una mala presentación en cuanto a su diseño frontal, la plataforma Kronos se mudó a la otra plataforma conocida como Emperatriz. La primera variante sería de carrocería tipo sedán, de 4 puertas y la siguiente sería otra de cinco puertas (Station Wagon), de dos volúmenes. También existen en el extranjero algunas variantes Doahatchibakkusedan, un Sedán de 5 Puertas con nuevas líneas y mejor diseño. Éste dispuso de una silletería con mejores y más versátiles asientos.
La línea de motores DOHC de cuatro cilindros era bastante compleja, ya que desde los 2.000 cc del tipo Dairyuteddoban (de inyección electrónica), se pasaba directamente a una versión con 170 caballos de potencia, a la que le seguía una versión con un propulsor que otorgaba unos 140 caballos de fuerza, de 1800 cc en cilindrada; y 125 caballos de fuerza en esta variante, se crea otra variante con especificaciones tipo Rally que contaba con transmisión 4WD, y que derivaban del Kronos EMPRESS 2500DOHC/Kronos K, y otra versión con 200 caballos de fuerza que era designada como el tope de gama. Desde julio de 1998, las variantes solo comprendían los modelos con motores entre los 2000 cc con acomodación longitudinal, del tipo 4SOHC16, y al que sería el primer motor en añadirse el primer sistema de inyección directa, del mismo que se equipaba en un motor diésel.
En las versiones de la última presentación casi no hubo modificaciones importantes, salvo las presentadas en el último modelo; lanzado en noviembre de 1999, con cambios de menor importancia se lanzaron variantes en configuración sedán, familiar; y en todos ellos la parte delantera era siempre la misma. Además, variantes con motores de 2000 cc del tipo FF y caja de marchas del modelo Activematic fueron presentadas. Una versión con motor Diésel no se dio en las especificaciones del catálogo de la serie Capella, como era anteriormente tradicional. En el año 2002, con el advenimiento del modelo prototipo Atenza, el nombre del modelo Capella no se continuó y la última serie oficial de modelos 626 se denominaron Raku (永), con lo que el Mazda 626/Capella oficialmente había desaparecido.

#### 1999-2001
Es el último de la serie, y que mantuvo la motorización de la serie enterior, salvo ciertos cambios obligatorios, acordes a las legislaciones medioambientales japonesas y europeas.